# Eichelsachsen
Eichelsachsen ist ein Stadtteil von Schotten im mittelhessischen Vogelsbergkreis. Der Ort liegt am Rand des Vogelsberges südlich des Hauptortes. Im Ort treffen sich die Kreisstraße 207 und die Landesstraße 3183.

## Geschichte

### Ortsgeschichte
Die urkundliche Ersterwähnung von Eichelsachsen erfolgte im Jahr 1187 als 'Eigelssahsen'. Die Originalurkunde diffenziert die Siedlung und nennt noch den Ortsnamen "in alio Eigelssahscen" (im anderen Eichelsachsen). Scheinbar hatten sich zwei Siedlungen mit dem gleichen Dorfnamen herausgebildet.
In diesem Jahr vermachte Graf Berthold II. von Nidda der Niddaer Johanniterorden-Kommende mehrere Pfarreien, Ländereien und Einkünfte in insgesamt 26 Orten, darunter in Eichelsachsen. Aus diesen Schenkungen kann man auf den ungefähren Umfang der Grafschaft Nidda schließen.
In der Schenkungsurkunde des Grafen an den Johanniterorden in Nidda In 'Eigelssahsen' erhielten die Johanniter jährlich einen Malter Hafer und in "in alio Eigelssahscen" einen halben Malter Hafer.
Nach dem Tode des Grafen Berthold II., der ohne männliche Erben verstarb, erbte sein Schwager Graf Rudolf II. von Ziegenhain die Grafschaft Nidda.
1476 wurden für einen Feldzug des hessischen Landgrafen gegen die Stadt Volkmarsen Ausrüstung und Soldaten in Registern aufgestellt, darunter aus dem Gericht auf dem "Fogelsberg" 13 '"kuwe" (Kühe) und 14 "Hemel" (Hammel) aus den Orten Eichelsdorf, Eichelsachsen, Wingershausen und Eschenrod.
Im Mittelalter gehörte Eichelsachsen zum Gericht Burkhards. Eichelsachsen gehört seit dem Hochmittelalter zum Kirchspiel Wingershausen.
Im 16. Jahrhundert gab es drei Mühlen und eine Kapelle. Da sich im Ort ein Oberforstamt befand, errichtete man 1735 eine Forstschreiberei. 1722/1723 ließ Landgraf Ernst Ludwig von Hessen-Darmstadt das Jagdschloss Zwiefalten erbauen. Im gleichen Jahr wurde die evangelische Kirche errichtet.
Die Statistisch-topographisch-historische Beschreibung des Großherzogthums Hessen berichtet 1830 über Eichelsachsen:

„Eichelsachsen (L. Bez. Schotten) evangel. Filialdorf; liegt im Vogelsberg an der Nidda, 2 St. von Schotten, und ist der Sitz des Forstinspektors. Man findet mit Einschluß von Zwiefalten und einer Ziegelhütte, 134 Häuser und 685 evangelische Einwohner. – Der Ort hatte im 14. Jahrhundet eine Kapelle, welche zu Herchenhain gehörte.“

Zum 1. Dezember 1970 wurde Eichelsachsen im Zuge der Gebietsreform in Hessen auf freiwilliger Basis in die Stadt Schotten eingegliedert. Für den Stadtteil Eichelsachsen wurde ein Ortsbezirk errichtet.

### Verwaltungsgeschichte im Überblick
Die folgende Liste zeigt die Staaten und Verwaltungseinheiten, denen Eichelsachsen angehört(e):
- Vor 1450: Heiliges Römisches Reich, Grafschaft Ziegenhain, Amt Nidda
- 1450–1495: Erbstreit zwischen der Landgrafschaft Hessen und den Grafen von Hohenlohe
- ab 1450: Heiliges Römisches Reich, Landgrafschaft Hessen, Amt Nidda[15]
- ab 1567: Heiliges Römisches Reich, Landgrafschaft Hessen-Marburg, Amt Nidda[16]
- 1604–1648: Heiliges Römisches Reich, strittig zwischen Landgrafschaft Hessen-Darmstadt und Landgrafschaft Hessen-Kassel (Hessenkrieg)
- ab 1604: Heiliges Römisches Reich, Landgrafschaft Hessen-Darmstadt, Oberfürstentum Hessen, Amt Nidda[17]
- 1787: Heiliges Römisches Reich, Landgrafschaft Hessen-Darmstadt, Oberfürstentum Hessen, Amt Nidda und Lißberg[18]
- ab 1806: Großherzogtum Hessen, Fürstentum Oberhessen, Amt Lißberg[19][20]
- ab 1815: Großherzogtum Hessen, Provinz Oberhessen, Amt Lißberg[21]
- ab 1821: Großherzogtum Hessen, Provinz Oberhessen, Landratsbezirk Schotten[22][Anm. 2]
- ab 1832: Großherzogtum Hessen, Provinz Oberhessen, Kreis Nidda
- ab 1848: Großherzogtum Hessen, Regierungsbezirk Nidda
- ab 1852: Großherzogtum Hessen, Provinz Oberhessen, Kreis Schotten
- ab 1867: Norddeutscher Bund, Großherzogtum Hessen, Provinz Oberhessen, Kreis Schotten
- ab 1871: Deutsches Reich, Großherzogtum Hessen, Provinz Oberhessen, Kreis Schotten
- ab 1874: Deutsches Reich, Großherzogtum Hessen, Provinz Oberhessen, Kreis Büdingen
- ab 1918: Deutsches Reich, Volksstaat Hessen, Provinz Oberhessen, Kreis Büdingen
- ab 1938: Deutsches Reich, Volksstaat Hessen, Kreis Büdingen[23][Anm. 3]
- ab 1945: Deutsches Reich, Amerikanische Besatzungszone,[Anm. 4] Groß-Hessen, Regierungsbezirk Darmstadt, Kreis Büdingen
- ab 1946: Deutsches Reich, Amerikanische Besatzungszone, Hessen, Regierungsbezirk Darmstadt, Kreis Büdingen
- ab 1949: Bundesrepublik Deutschland, Hessen, Regierungsbezirk Darmstadt, Kreis Büdingen
- ab 1970: Bundesrepublik Deutschland, Hessen, Regierungsbezirk Darmstadt, Kreis Büdingen, Stadt Schotten
- ab 1972: Bundesrepublik Deutschland, Hessen, Regierungsbezirk Darmstadt, Vogelsbergkreis, Stadt Schotten
- ab 1981: Bundesrepublik Deutschland, Hessen, Regierungsbezirk Gießen, Vogelsbergkreis, Stadt Schotten

### Gerichte seit 1803
In der Landgrafschaft Hessen-Darmstadt wurde mit Ausführungsverordnung vom 9. Dezember 1803 das Gerichtswesen neu organisiert. Für die Provinz Oberhessen wurde das Hofgericht Gießen als Gericht der zweiten Instanz eingerichtet. Die Rechtsprechung der ersten Instanz wurde durch die Ämter bzw. Standesherren vorgenommen und somit war für Eichelsachsen das Amt Lißberg zuständig. Im Großherzogtum Hessen wurden die Aufgaben der ersten Instanz 1821–1822 im Rahmen der Trennung von Rechtsprechung und Verwaltung auf die neu geschaffenen Land- bzw. Stadtgerichte übertragen. Eichelsachsen fiel in den Gerichtsbezirk des „Landgerichts Schotten“. Anlässlich der Einführung des Gerichtsverfassungsgesetzes mit Wirkung vom 1. Oktober 1879, infolge derer die bisherigen großherzoglichen Landgerichte durch Amtsgerichte an gleicher Stelle ersetzt wurden, während die neu geschaffenen Landgerichte nun als Obergerichte fungierten, kam es zur Umbenennung in „Amtsgericht Schotten“ und Zuteilung zum Bezirk des Landgerichts Gießen.
Mit Wirkung zum 1. Juli 1968 erfolgte die Auflösung des Amtsgerichts Schotten, und Eichelsachsen kam zum Gerichtsbezirk des Amtsgerichts Nidda. Zum 1. Januar 2012 wurde auch das Amtsgericht Nidda gemäß Beschluss des hessischen Landtags aufgelöst und Eichelsachsen dem Amtsgericht Büdingen zugeteilt.

## Bevölkerung

### Einwohnerstruktur 2011
Nach den Erhebungen des Zensus 2011 lebten am Stichtag dem 9. Mai 2011 in Eichelsachsen 675 Einwohner. Darunter waren 15 (2,2 %) Ausländer.
Nach dem Lebensalter waren 96 Einwohner unter 18 Jahren, 273 zwischen 18 und 49, 165 zwischen 50 und 64 und 141 Einwohner waren älter.
Die Einwohner lebten in 321 Haushalten. Davon waren 93 Singlehaushalte, 111 Paare ohne Kinder und 84 Paare mit Kindern, sowie 24 Alleinerziehende und 6 Wohngemeinschaften. In 72 Haushalten lebten ausschließlich Senioren und in 201 Haushaltungen lebten keine Senioren.

### Einwohnerentwicklung
| • 1791: | 591 Einwohner                                      |
| • 1800: | 615 Einwohner                                      |
| • 1806: | 637 Einwohner, 124 Häuser (mit Schloss Zwiefalten) |
| • 1829: | 685 Einwohner, 134 Häuser                          |
| • 1867: | 648 Einwohner, 121 bewohnte Gebäude                |
| • 1875: | 595 Einwohner, 110 bewohnte Gebäude                |

| Eichelsachsen: Einwohnerzahlen von 1791 bis 2020 | Eichelsachsen: Einwohnerzahlen von 1791 bis 2020 | Eichelsachsen: Einwohnerzahlen von 1791 bis 2020 | Eichelsachsen: Einwohnerzahlen von 1791 bis 2020 | Eichelsachsen: Einwohnerzahlen von 1791 bis 2020 |
| --- | ------------------------------------------------ | ------------------------------------------------ | ------------------------------------------------ | ------------------------------------------------ |
| Jahr |                                                  |                                                  |                                                  | Einwohner                                        |
| 1791 | 1791                                             |                                                  | 591                                              | 591                                              |
| 1800 | 1800                                             |                                                  | 615                                              | 615                                              |
| 1806 | 1806                                             |                                                  | 637                                              | 637                                              |
| 1829 | 1829                                             |                                                  | 685                                              | 685                                              |
| 1834 | 1834                                             |                                                  | 695                                              | 695                                              |
| 1840 | 1840                                             |                                                  | 701                                              | 701                                              |
| 1846 | 1846                                             |                                                  | 723                                              | 723                                              |
| 1852 | 1852                                             |                                                  | 738                                              | 738                                              |
| 1858 | 1858                                             |                                                  | 718                                              | 718                                              |
| 1864 | 1864                                             |                                                  | 651                                              | 651                                              |
| 1871 | 1871                                             |                                                  | 590                                              | 590                                              |
| 1875 | 1875                                             |                                                  | 595                                              | 595                                              |
| 1885 | 1885                                             |                                                  | 587                                              | 587                                              |
| 1895 | 1895                                             |                                                  | 525                                              | 525                                              |
| 1905 | 1905                                             |                                                  | 570                                              | 570                                              |
| 1910 | 1910                                             |                                                  | 580                                              | 580                                              |
| 1925 | 1925                                             |                                                  | 574                                              | 574                                              |
| 1939 | 1939                                             |                                                  | 642                                              | 642                                              |
| 1946 | 1946                                             |                                                  | 834                                              | 834                                              |
| 1950 | 1950                                             |                                                  | 788                                              | 788                                              |
| 1956 | 1956                                             |                                                  | 743                                              | 743                                              |
| 1961 | 1961                                             |                                                  | 714                                              | 714                                              |
| 1967 | 1967                                             |                                                  | 728                                              | 728                                              |
| 1970 | 1970                                             |                                                  | 697                                              | 697                                              |
| 1980 | 1980                                             |                                                  | ?                                                | ?                                                |
| 1990 | 1990                                             |                                                  | ?                                                | ?                                                |
| 2000 | 2000                                             |                                                  | ?                                                | ?                                                |
| 2004 | 2004                                             |                                                  | 703                                              | 703                                              |
| 2010 | 2010                                             |                                                  | 711                                              | 711                                              |
| 2011 | 2011                                             |                                                  | 675                                              | 675                                              |
| 2015 | 2015                                             |                                                  | 677                                              | 677                                              |
| 2020 | 2020                                             |                                                  | 660                                              | 660                                              |
| Datenquelle: Historisches Gemeindeverzeichnis für Hessen: Die Bevölkerung der Gemeinden 1834 bis 1967. Wiesbaden: Hessisches Statistisches Landesamt, 1968. Weitere Quellen: LAGIS; Einwohnerzahlen nach 2000:; Zensus 2011 |                                                  |                                                  |                                                  |                                                  |

### Historische Religionszugehörigkeit
| • 1829: | 685 evangelische (= 100 %) Einwohner       |
| • 1961: | 668 evangelische, 41 katholische Einwohner |

### Politik
Für Eichelsachsen besteht ein Ortsbezirk (Gebiete der ehemaligen Gemeinde Eichelsachsen) mit Ortsbeirat und Ortsvorsteher nach der Hessischen Gemeindeordnung.
Der Ortsbeirat besteht aus neun Mitgliedern.
Bei den Kommunalwahlen in Hessen 2021 betrug die Wahlbeteiligung 59,69 %. Alle Kandidaten gehören der „Bürgerliste Eichelsachsen“ an. Der Ortsbeirat wählte Timo Thäle zum Ortsvorsteher.

## Kultur
In der Liste der Kulturdenkmäler in Schotten sind für Eichelsachsen 34 einzelne unter Denkmalschutz stehende Kulturdenkmäler aufgeführt.

## Persönlichkeiten
- Karl Friedrich von Kruse (* 22. November 1737 in Eichelsachsen; † 9. März 1806 in Wiesbaden), Nassau-Usingen’scher Hofkammer- und Regierungspräsident
- Eduard Kreyßig (* 30. August 1830 in Eichelsachsen; † 11. März 1897 in Mainz), Architekt und Stadtplaner